# Насильство на побаченнях
Жорстоке поводження або насильство на побаченнях — вчинення або погроза застосування насильства принаймні одним членом неодруженої пари до іншого члена в контексті побачень або залицяння. Це також виникає, коли один партнер намагається зберегти владу та контроль над іншим шляхом жорстокого поводження чи насильства, наприклад, коли стосунки розпалися. Це жорстоке поводження або насильство може приймати різні форми, такі як сексуальний напад, сексуальні домагання, погрози, фізичне насильство, вербальне, психічне чи емоційне насильство, соціальний саботаж і переслідування. У крайніх випадках це може проявлятися у зґвалтуванні на побаченні. Це може включати психологічне насильство, емоційний шантаж, сексуальне зловживання, фізичне насильство та психологічні маніпуляції.
Насильство на побаченнях перетинає всі расові, вікові, економічні та соціальні ознаки. Center for Relationship Abuse Awareness описує насильство під час побачень як «модель насильницької та примусової поведінки, що використовується для збереження влади та контролю над колишнім або теперішнім інтимним партнером».

## Профілі кривдника та жертви
Зловживання може статися незалежно від віку, раси, доходу чи інших демографічних ознак людини. Проте є багато спільних рис, які мають кривдники та жертви.
Центр сприяння альтернатив насильству описує кривдників як людей, які страждають нав'язливими ревнощами та володінням, надмірно впевнені в собі, мають перепади настрою або в анамнезі насильства чи запальності, прагнуть ізолювати свого партнера від родини, друзів і колег, а також схильні звинувачувати зовнішні стресори.
Тим часом, жертви насильства у стосунках також мають багато спільних рис, зокрема: фізичні ознаки травм, пропуски на роботі чи навчанні, погіршення успішності на роботі чи навчанні, зміни в настрої чи характері, збільшення вживання наркотиків чи алкоголю, зростаюча ізоляція від друзів та сім'ї. Жертви можуть звинувачувати себе у будь-якому насильстві, що сталося, або можуть мінімізувати тяжкість злочину. Це часто призводить до того, що жертви вирішують залишатися в стосунках з насильством.
Штраус (2005) стверджує, що хоча чоловіки завдають більшої частки травм під час домашнього насильства, дослідники та суспільство в цілому не повинні випускати з уваги значну меншість травм, завданих жінками. Крім того, Штраус зазначає, що навіть порівняно незначні акти фізичної агресії з боку жінок викликають серйозне занепокоєння:
«Дрібні» напади, скоєні жінками, також є серйозною проблемою, навіть якщо вони не призводять до тілесних ушкоджень, оскільки вони наражають жінок на небезпеку набагато більш жорстокої помсти з боку чоловіків. […] Можна стверджувати, що для того, щоб покласти край «побиттю дружин», жінкам також необхідно покласти край тому, що багато хто вважає «нешкідливою» практикою ляпасів, стусанів або жбурляння чимось у партнера-чоловіка, який продовжує свою обурливу поведінку і «не хоче слухати голосу розуму».
Подібним чином Дебора Капальді повідомляє, що 13-річне довготривале дослідження показало, що агресія жінки щодо чоловіка була такою ж важливою, як і схильність чоловіка до насильства, для прогнозування ймовірності загального насильства: «Оскільки значна частина випадків НІП [насильства з боку інтимного партнера] є обопільними, а ініціаторами НІП є як жінки, так і чоловіки, підходи до профілактики та лікування повинні бути спрямовані на зменшення насильства як з боку жінок, так і з боку чоловіків. Такий підхід має набагато більше шансів підвищити безпеку жінок». Однак дослідження Капальді зосереджувалося лише на молоді з груп ризику, а не на жінках загалом, а отже, його результати не можуть бути застосовані до всього населення.

## Характеристики

### Емоційне насильство
- Вони бояться свого партнера/ку.
- Вони бояться розсердити свого обранця і не можуть навіть не погодитися з ним.
- Їхній партнер/Їх партнерка публічно збентежили і принизили їх.

### Психологічне насильство
- Партнер/ка загрожує застосуванням насильства до них або до них самих. (наприклад, «Якщо ти покинеш мене, я вб'ю себе».)

### Сексуальне насильство
- Партнер/ка змушує партнера/ку займатися з ними сексом.
- Вони бояться сказати «ні» на вимогу партнера/ки вступити в статевий акт.
- Партнер/ка не поважає їх і зацікавлений/а лише у задоволенні власних сексуальних потреб.
- Партнера/ку не цікавлять наслідки сексуального акту або те, що відчуває їхній партнер/ка.

### Фізичне насильство
- Вони зазнавали фізичних нападів з боку свого партнера/ки.
- Партнер тримав їх, штовхав або навіть бив кулаками, ногами чи кидав у них речі.

### Контроль поведінки
- Партнер/ка намагалися не давати їм бачитися з друзями.
- Їм забороняють контактувати зі своєю сім'єю.
- Вони навіть змушені обирати між побаченням і сім'єю та друзями.
- Партнер/ка наполягає на тому, щоб завжди знати, де вони перебувають, і вимагає, щоб вони виправдовували все, що роблять.
- Партнер/ка буде в люті, якщо ви заговорите з іншою людиною своєї статі, якій він надає перевагу.
- Партнер/ка очікує, що той запитає дозволу, перш ніж звернутися за медичною допомогою.
- Партнер/ка диктує, що йому носити і як з'являтися на людях.

## Подальше читання
- Tuller, A.; Raghavan, C. (2010). Dating Violence. У Fisher, Bonnie S. (ред.). Encyclopedia of Victimology and Crime Prevention. Т. 1. Thousand Oaks, Calif.: SAGE Publications. ISBN 978-1-41-296047-2.